# Tomas Tomic
Tomas Tomic (* 10. Januar 1977 in München) ist ein ehemaliger deutscher Fußballtorhüter. Er war in Österreich und Portugal jeweils in den höchsten Spielklassen aktiv.

## Karriere
Tomas Tomic begann im Alter von sieben Jahren bei DJK München Nord mit dem Fußballspielen, bevor er mit neun Jahren in die Jugendabteilung des FC Bayern München gelangte und in zehn Jahren von der E- bis zur A-Jugend alle Altersklassen durchlief. Noch als A-Jugendspieler gehörte er an drei Bundesligaspieltagen dem Kader der Profimannschaft an. Dem Jugendalter entwachsen, rückte er 1996 in den Kader der Amateurmannschaft auf, für die er in zwei Spielzeiten 18 Punktspiele in der Regionalliga Süd bestritt. Während dieser Zeit nahm er auch am Training der Bundesligamannschaft teil.
Zur Saison 1998/99 verpflichtete ihn der österreichische Erstligist Grazer AK, für den er unter Trainer Klaus Augenthaler in zwei Spielzeiten vier Bundesligaspiele und eine Pokalpartie bestritt. International kam er im UEFA-Pokal 1998/99 in den beiden Zweitrundenpartien gegen die AS Monaco zum Einsatz.
Zur Saison 2000/01 verpflichtete ihn der portugiesische Erstligist Vitória Guimarães, dem er bis zum Ende der Saison 2004/05 angehörte. Sein Punktspieldebüt gab er am 19. August 2000 (1. Spieltag) bei der 0:1-Niederlage im Auswärtsspiel gegen Sporting Braga. Auf Leihbasis wechselte er in der Saison 2002/03 zum Zweitligisten CF Estrela Amadora.
Seit 2019 arbeitet Tomas Tomic als Torwarttrainer beim FC Augsburg im Nachwuchsleistungszentrum und trainiert dort die Torhüter (U15-U17). Mit dem FC Pipinsried gelang ihm als Torwarttrainer der Aufstieg in die Regionalliga Süd.

## Erfolge
- ÖFB-Cup-Sieger 2000 (mit dem Grazer AK)